# Saint-Julien-en-Genevois
Saint-Julien-en Genevois és un municipi francès situat al departament de l'Alta Savoia i a la regió d'Alvèrnia-Roine-Alps.